# Acritus muhlei
Acritus muhlei är en skalbaggsart som beskrevs av Yves Gomy 2001. Acritus muhlei ingår i släktet Acritus och familjen stumpbaggar. Inga underarter finns listade i Catalogue of Life.